# 옌수이구

옌수이 구의 위치

옌수이구(한국어: 염수구, 중국어: 鹽水區, 병음: Yánshuǐ Qū)는 중화민국 타이난시의 시할구이다. 옌수이는 대만어로는 훈독으로 캄추이(Kiâm-chúi)로 읽혀진다. 넓이는 52.2455이고, 인구는 2015년 8월 기준으로 26,202명이다.

## 지리
옌수이 진은 타이난시 북서부에 위치하고, 북쪽은 자이 현 이주 향과 동북쪽은 허우비 구와, 동쪽은 신잉 구와, 서쪽은 쉐자 구와, 남쪽은 샤잉 구와 각각 접하고 있다. 바장시(八掌渓) 남안에 위치해, 바장시 및 지수이시(急水渓)의 충적에 의해 형성된 평원이 펼쳐져 지세는 평탄하다.

## 역사
옌수이 구는 타이완에서도 가장 초기에 개발된 지구의 하나이다. 정지룡, 안사제가 대만을 거점으로 했을 때에는 이미 한족의 이주가 진행되었고 팔장계에는 하항이 설치되어 물자의 집산지로서 번영하고 있었다. 당시의 지형은 강이 구부러지는 곳에 있어 형상이 달과 비슷했던 것에서 월진(月津), 월항(月港)으로도 불렸으며, 또 만조시에는 해수가 항내까지 도달한 것에서 염수항(鹽水港)으로도 불렸다. 당시의 번영은 '일부(一府, 타이난시), 이록(二鹿, 루강 진), 삼맹갑(三艋舺, 완화 구), 사월진(四月津, 옌수이 진)'으로 구가될 정도였다.
일본 통치 시대에 일본 정부는 종관선의 건설을 추진해 옌수이에도 역이 설치될 예정이었지만, 현지에서 풍수에 기인한 반대 운동이 발생했고 또 일본인도 옌수이 지구에 발달해 있던 수운의 이용을 고려해, 옌수이, 신잉, 바이허 중에서 신잉을 경유하는 노선이 선택되었다고 한다.
철도 수송으로부터 빗겨간 옌수이의 경제 발전은 정체했고 이후 신잉으로부터 옌수이를 경유해 부자이로의 관영 철도의 지선 건설이 계획되었지만 실현되지 않았으며 결국은 경편 철도(타이완 당업 철도)만이 신잉과 연결되었다(이후 폐지). 그러나 간선철도의 물류 경로로부터 벗어난 옌수이는 옛날의 번영을 되찾을 수 없었다.

## 같이 보기
- 화차 (무기)